# Cerezo Osaka
El Cerezo Osaka és un club de futbol japonès de la ciutat d'Osaka.

## Història
El club va ser fundat amb el nom de Yanmar Diesel el 1957 com a club de la companyia Yanmar i fou membre fundador de la Japan Soccer League. Després jugà a la Japan Football League el 1992. El 1993, es convertí en Osaka Football Club Ltd., i adoptà el nom Cerezo després d'un concurs públic per escollir-ne el nom. El 1994 guanyà la JFL i ascendí a la J1 League el 1995.

## Futbolistes destacats
- Kunishige Kamamoto 1967 - 1984
- Eizo Yuguchi 1960's
- Withaya Laohakul 1977 - 1978
- Akinori Nishizawa 1995 - 2000, 2002 - 2006
- Yoshito Okubo 2001 - 2004, 2006
- Kazuaki Tasaka 2000 - 2002
- Takumi Horiike 1998 - 1999
- Akira Kaji 1998 - 1999
- Yuji Hironaga 1998 - 1999
- Gilmar Rinaldi 1995 - 1997
- Sergio Manoel Júnior 1996 - 1997
- Ko Jeong-Woon 1997 - 1998
- Hwang Sun-Hong 1998 - 1999
- Noh Jung-Yoon 1999 - 2000
- Yoon Jung-Hwan 2000 - 2002
- Besart Abdurahimi

## Palmarès

### Yanmar
- Japan Soccer League (1a Divisió):
  - 1971, 1974, 1975, 1980

- Copa JSL:
  - 1973 (compartit), 1983, 1984

- Copa de l'Emperador:
  - 1968, 1970, 1974

### Cerezo Osaka
- Japan Football League:
  - 1994